# Marcos do Val
Marcos Ribeiro do Val GORB • GOMA • GOMD (Vitória, 15 de junho de 1971) é um instrutor, consultor, palestrante, político e ex-militar brasileiro, filiado ao Podemos (PODE). Nas eleições de 2018, foi eleito senador pelo Espírito Santo. Tem atuação principalmente na área de segurança pública.
Em julho de 2025, antes de desobedecer uma determinação do Supremo Tribunal Federal e viajar para os Estados Unidos, Marcos do Val gabou-se de alegadamente ter um visto reservado para informantes, que fornecem dados valiosos para os interesses do governo estadunidense.

## Biografia

### Início da carreira
Marcos Ribeiro do Val é natural de Vitória (ES), nascido em 15 de junho de 1971. Prestou o serviço militar obrigatório no Exército Brasileiro, lotado no 38º Batalhão de Infantaria, sediado no Espírito Santo. Após uma entrevista em 2008 no extinto Programa do Jô, da Rede Globo, o instrutor recebeu significativa atenção da mídia, sendo convidado regularmente por veículos de comunicação no Brasil para opinar sobre assuntos relacionados à segurança pública.
Marcos do Val participou de eventos relacionados a temática da segurança pública. Como instrutor, ainda participou na produção de alguns filmes na preparação de atores, como no filme Tropa de Elite 2.[carece de fontes?] Além disso, costuma dar entrevistas em que opina sobre temas concernentes a essa área, além de demonstrar parte das técnicas que costuma ensinar em seus cursos para policiais. No programa The Noite no SBT, ele costuma aparecer em quadros humorísticos em que demonstra formas de abordagem e imobilização de suspeitos.

### Treinamento policial
No início dos anos 1990, fundou a CATI, empresa de segurança voltada ao treinamento avançado de policiais. Por meio dessa empresa, do Val tem ministrado cursos e palestras que visam a difusão de de diversas técnicas e doutrinas inerentes à atuação policial, como abordagens e imobilizações táticas não letais.
Segundo o instrutor, sua motivação em desenvolver essas técnicas e aplicá-las nas policias partiu do desejo em mitigar a violência e casos de fatalidade em abordagens policiais mal sucedidas devido à falta de treinamento necessário. Boa parte dessas técnicas foram criadas por Marcos do Val a partir de sua experiência nas Forças Armadas do Brasil, do apoio da Budokai Centro de Artes Marciais de Vitória e de sua formação em Aikidô, especialidade em que é mestre de 2º grau e credenciado pela Federação Internacional de Aikidô, situada em Tóquio, no Japão.
Essas técnicas envolvem táticas para manipular e imobilizar suspeitos essencialmente por meio do uso de mãos ou mãos com algemas, ainda envolvendo um contexto de estresse, risco e imprevisibilidade.

### Atuação no exterior
O sucesso com as experiências iniciais de seu curso, motivou do Val a difundir esses conhecimentos para policiais de outros países. No final da década de 1990, passou a trabalhar como instrutor da polícia de Dallas, Texas, nos EUA, nas unidades da SWAT (Special Weapons And Tactics), o grupo de elite da polícia norte americana. Nessa polícia, e mais tarde nas unidades de polícia de outras cidades americanas como Beaumont e Rowlett, dedicou-se a ministrar o curso “Super SWAT” voltado ao preparo para enfrentamento de situações críticas, com técnicas de invasão, abordagem, imobilização e combate, tendo inclusive acompanhado algumas operações.
Anos mais tarde, ministrou cursos para agentes do FBI, DEA, U.S. Marshalls, o grupo anti-terrorismo da equipe de Operações Especiais da NASA (a Marshall Space Flight Center), a segurança do Vaticano, a Carabineri da Polícia de Roma e para militares das Forças Armadas Americanas.
Também passou a integrar a associação TTPOA (Texas Tactical Police Officers Association), que reúne equipes de instrutores para aprimorar sua formação e aumentar os conhecimentos, em que na convenção anual ministra o curso de Imobilizações Táticas.

### Caso Eloá Cristina
Em outubro de 2008, após o trágico desfecho do caso Eloá Cristina, ele foi entrevistado no programa Fantástico, no qual teceu críticas a respeito das falhas da atuação da Polícia Militar de São Paulo e também da atuação do então governador do estado, José Serra. Na ocasião, criticou o governo do estado por ter supostamente feito ingerência na atuação da polícia, o que teria em parte contribuído para a fatalidade.
Segundo sua avaliação, “teria que ter um policial com escudo balístico na frente, a Nayara do lado, o policial segurando ela para se aproximar, para falar. Se for o caso, recuar. Mas não deixar ela sozinha, andando, abrindo a porta. O sequestrador se sentiu poderoso nessa hora, porque teve a refém de volta. É um erro gravíssimo e eu sinto vergonha de ser brasileiro e saber que a polícia brasileira fez isso". As colocações do instrutor motivou críticas de algumas pessoas, porém, ele posteriormente foi ao programa Mais Você da mesma emissora explicar suas colocações, em que disse que foram descontextualizadas, pois não teve a intenção de dizer que tinha vergonha da sua nacionalidade ou da polícia do país. Porém, alguns reiteraram suas críticas a Marcos do Val, entre eles, o jornalista e então blogueiro da VEJA Reinaldo Azevedo, que fez um artigo em sua página com o título “quem realmente é o suposto especialista da SWAT” onde alegou que Marcos era um mero professor de Taekwondo. Isso fez com que do Val ingressasse com uma ação indenizatória contra o jornalista. Posteriormente o link original do artigo foi retirado do ar.

### Livro
A história do instrutor virou tema de um livro chamado “Um Brasileiro na SWAT”, de autoria da jornalista Ana Lígia Lira, publicado em 2013. O livro essencialmente narra as experiências de Marcos nos EUA na sua atuação como instrutor de segurança pública, também descreve aspectos da juventude e dificuldades que enfrentou no início de sua carreira.

### Carreira política
Nas eleições de 2018, Marcos do Val, filiado ao Partido Popular Socialista (PPS), foi eleito senador pelo estado do Espírito Santo, recebendo um total de 863 359 votos, 24,08% dos votos válidos. Posteriormente o seu partido mudou a denominação para Cidadania. Em agosto de 2019, se desligou do Cidadania e se filiou ao Podemos.

### Filiação ao PSDB
No dia 21 de Setembro de 2023, Marcos do Val se filiou em uma reunião com o senador: Izalci Lucas do Distrito Federal, ao PSDB, porém, o parlamentar capixaba ficou menos de 24 horas na legenda e desistiu da migração depois de a Executiva Nacional do PSDB divulgar uma nota informando que não aceitaria a filiação.
Na época, o Partido possuía a intenção de filiar seu terceiro senador para não perder a sua sala no senado, onde segundo parlamentares é muito bem localizada. Apesar da Executiva do PSDB ter barrado Marcos do Val no partido, Marcos trabalhou no senado (ainda que menos de 24h) como membro da Bancada Tucana, chegando até ser registrada no site do senado como membro do PSDB. Porém, de acordo com a certidão de filiações partidárias, Do Val nunca chegou a ser filiado ao partido. 
Izalci acredita que este trabalho com Marcos foi necessário para o Presidente do Senado aceitar seu pedido para um novo prazo de 90 dias, para conseguir a filiação de um novo senador.
Após não conseguir se filiar ao PSDB, Marcos retorna ao Podemos.

## Polêmicas

### Desentendimento com Eduardo Bolsonaro
Em fevereiro de 2017, teve um desentendimento nas redes sociais com o deputado federal Eduardo Bolsonaro, quando o parlamentar alegou ter se sentido ofendido com algumas colocações realizadas pelo instrutor sobre a sua pessoa. Dias depois Marcos do Val publicou um vídeo esclarecendo suas afirmações e com pedido de desculpas pelo que, segundo ele, teria sido apenas um mal entendido.

### Exoneração e readmissão da namorada para viagem ao exterior
Entre 25 de abril e 5 de maio de 2019 levou a namorada Brunella Poltronier Miguez, que era consultora legislativa no seu gabinete no Senado, para passear nos Estados Unidos se aproveitando das diárias pagas pelo Senado brasileiro. Brunella foi exonerada um dia antes da viagem e readmitida como diretora-geral uma semana após o retorno da viagem. Essa manobra (exoneração e readmissão em datas coincidentes com a viagem) teve a intenção de facilitar a viagem da sua assessora sem a necessidade de autorização do Senado. O senador Marcos do Val foi procurado pelo imprensa para se manifestar sobre esta situação mas permaneceu em silêncio.

### Associação com a empresa Taurus
Atualmente, alguns grupos de pessoas costumam questionar na internet a conduta do instrutor, em que alegam que o especialista supostamente se utilizaria indevidamente da imagem da SWAT e das policias norte-americanas. Porém, do Val rechaça essas acusações e afirmou que boa parte dessas críticas começaram após ele anunciar uma parceria com a empresa Taurus num projeto denominado chamado Heróis Reais. Segundo ele, as críticas em relação a Taurus, com os problemas relacionados a qualidade de suas armas, fizeram com que boa parte dessas críticas fossem transferidas a ele após se associar a marca. Contudo, Marcos tem tomado providências junto à Delegacia de Crimes Virtuais para que os mesmos respondam pelos crimes de injúria, difamação e calúnia.

### Embates com Flávio Dino

#### Gordofobia e cirurgia bariátrica
Ao questionar o ministro da Justiça Flávio Dino em sessão na Comissão de Segurança Pública do Senado Federal sobre os atos golpistas de 8 de janeiro e defender a saída de Dino do cargo, Marcos do Val recebeu respostas consideradas contundentes por parte do ministro. Mais tarde, Do Val foi às redes sociais e realizou postagens onde, em atitude gordofóbica, atacava o peso de Flávio Dino. Em uma das fotos, Do Val comparava o ministro a si mesmo, em uma foto magro.
Posteriormente, em alusão a Dino, postou um vídeo de um homem gordo correndo, fantasiado de homem aranha, em alusão às falas do ministro em resposta aos questionamentos de bolsonaristas: "Se o senhor é da SWAT, eu sou dos Vingadores. O senhor conhece? Capitão América, Homem-Aranha?". Posteriormente foi revelado que Marcos do Val realizou cirurgia bariátrica no passado, informação publicada em conjunto com fotos de Do Val com sobrepeso.

#### Postagem comparando tamanho do órgão genital
Ainda em embate com  Flávio Dino, Do Val fez uma comparação entre o suposto tamanho do órgão sexual de ambos, ao colocar em sua rede social uma imagem sua e a do Ministro, ambos de sunga, com o texto "Cada um usa a arma que tem!". Posteriormente apagou a imagem, mas a publicação viralizou nas redes sociais.

### Participação dos ataques do 8 de janeiro
Em 15 de junho de 2023, a Polícia Federal, autorizada pelo ministro do Supremo Tribunal Federal Alexandre de Moraes, realizou a operação de buscas em endereços ligados ao senador, que é investigado por obstruir investigações sobre os ataques de 8 de janeiro em Brasília. Marcos disse que a ordem era uma perseguição do ministro, que já a esperava, mas não no dia do seu aniversário. A conta no Twitter do senador também foi bloqueada.
O Globo teve acesso ao relatório da PF, revelando que Marcos conversava em grupos de WhatsApp vangloriando-se de ter em suas mãos o destino de dois presidentes da República: "Estou com a bomba da [sic] mão para destruir Bolsonaro e outra para destruir o Lula." Disse também ser responsável por Bolsonaro, após perder a eleição, refugiar-se nos Estados Unidos: "Eu fui convidado por ele [Bolsonaro] para fazer essa ação. Como integrante da CCAI [Comissão Mista de Controle das Atividades de Inteligência], fui dando corda para ver até onde ele iria. Na eminência [sic] de fato acontecer eu passei para ele que estaria cometendo um crime gravíssimo contra a democracia e de lá reportei para o órgão responsável. Foi diante disse que ele fugiu para os EUA."
O senador retornou ao Congresso em 3 de agosto, onde discursou no plenário pedindo que o Senado não "exerça o canibalismo".

### Barrado na manifestação da Avenida Paulista
Em 25 de fevereiro de 2024, Marcos do Val foi barrado ao tentar subir no carro de som principal na manifestação ocorrida na Avenida Paulista e foi impedido por seguranças, que obedeceram as diretrizes do organizador do movimento, pastor Silas Malafaia, que barrou o  acesso ao trio elétrico onde discursaram as principais autoridades. Do Val pediu para se juntar aos políticos que se encontravam no veículo várias vezes, mas foi ignorado pelos seguranças do evento. Enquanto isso, outros homens não identificados conseguiram subir no trio elétrico.

### Viagem ao exterior em desobedecimento à uma decisão do STF
Em 24 de julho de 2025, Marcos do Val viajou para os Estados Unidos, contrariando uma decisão do ministro do Supremo Tribunal Federal (STF), Alexandre de Moraes, que determinou a apreensão dos passaportes do senado, inclusive o diplomático, e o bloqueio de 50 milhões de reais da conta dele. No mesmo dia, o advogado do parlamentar informou que a contas bancárias e cartões de crédito de cliente foram bloqueados pela medida imposta pelo ministro do STF, Alexandre de Moraes. Com isso, do Val passará a ser monitorado por tornozeleira eletrônica.

## Desempenho eleitoral
| Ano  | Eleição                     | Partido | Cargo   | Votos   | %      | Resultado | Ref.   |
| ---- | --------------------------- | ------- | ------- | ------- | ------ | --------- | ------ |
| 2018 | Estaduais no Espírito Santo | PPS     | Senador | 863 359 | 24,08% | Eleito    | [ 55 ] |